# Amorots-Succos
Amorots-Succos – miejscowość i gmina we Francji, w regionie Nowa Akwitania, w departamencie Pyrénées-Atlantiques.
Według danych na rok 1990 gminę zamieszkiwały 222 osoby, a gęstość zaludnienia wynosiła 15 osób/km² (wśród 2290 gmin Akwitanii Amorots-Succos plasuje się na 955. miejscu pod względem liczby ludności, natomiast pod względem powierzchni na miejscu 768.).
| 1901 | 1962 | 1968 | 1975 | 1982 | 1990 | 1999 |
| ---- | ---- | ---- | ---- | ---- | ---- | ---- |
| 357  | 267  | 249  | 244  | 267  | 222  | 204  |